# 스와티어 위키백과

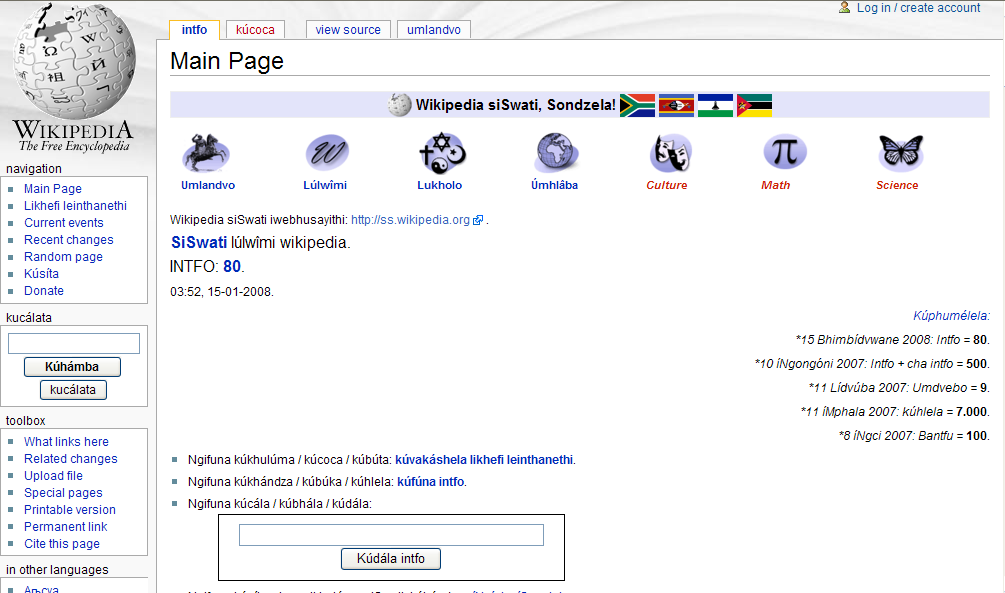

스와티어 위키백과는 스와티어로 운영되는 위키백과 언어판이다. 2004년 1월 27일에 시작되었다. 기호는 ss이다.